# Hamburgische Dramaturgie

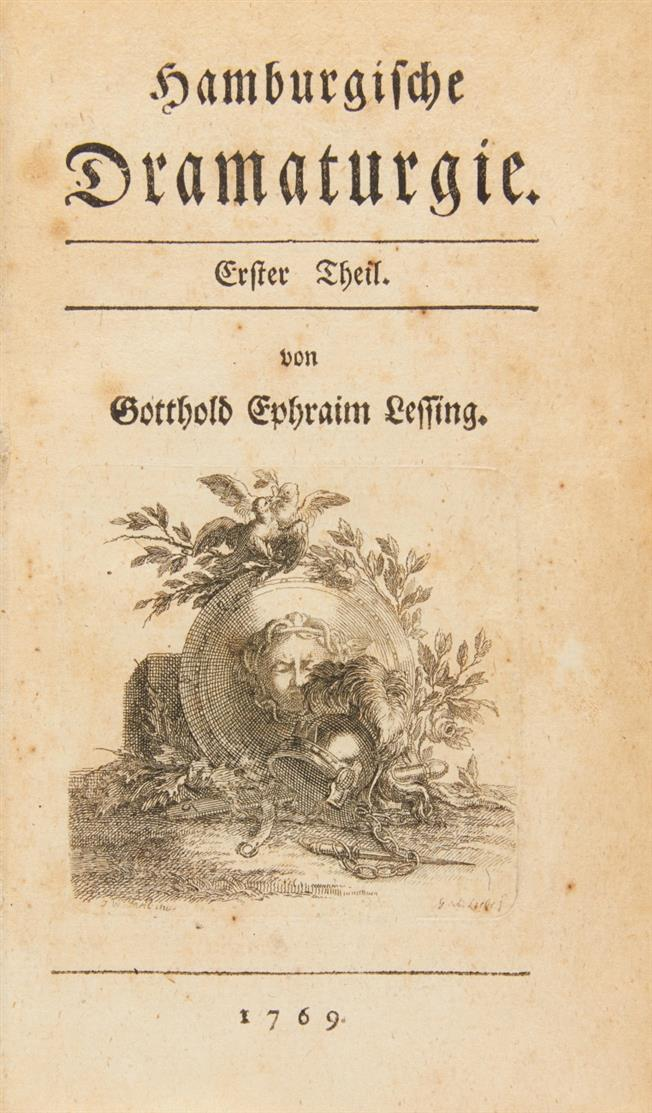
Hamburgische Dramaturgie (1769)

Die Hamburgische Dramaturgie ist ein zwischen 1767 und 1769 entstandenes Werk von Gotthold Ephraim Lessing über das Drama. Es ist nicht als einheitliches, systematisches Buch konzipiert, sondern als eine Reihe von Theaterkritiken, die Lessing als Dramaturg des Deutschen Nationaltheaters in Hamburg verfasste, wobei er die Notwendigkeit sah, bei der Aufführung von Dramen neue Wege zu gehen.
Neben Erläuterungen zu aktuellen Stücken, die heute eher nur noch von historischem Interesse sind, ist die Hamburgische Dramaturgie daher vor allem durch ihre grundsätzlichen Überlegungen zur Poetik, genauer zur Dramentheorie von großer Bedeutung. Bis in Lessings Zeiten hinein galt das Augenmerk der Literaturtheoretiker im Bereich des Dramas der Einhaltung der formalen Regeln, insbesondere der Drei Einheiten, nämlich der Einheit der Handlung, des Ortes und der Zeit. Dies war charakteristisch für das Barocktheater, das im Zeitalter des Absolutismus dessen striktes Ordnungssystem widerspiegelt. Für das adlige Publikum wurden Tragödien aufgeführt, für das „gemeine Volk“ hingegen Lustspiele. Als Abklatsch der Tragödien gab es die Haupt- und Staatsaktionen, in denen neben königlichen Dramenhelden auch Figuren aus der Commedia dell’arte als lustige Personen auftraten.
In der Hamburgischen Dramaturgie nun stellt Lessing als Bedingung, sich auf Aristoteles berufend, dass die erste Wirkung der Tragödie auf den Zuschauer das Mitleiden sein müsse. Damit wendet er sich gegen die bisherige Dramenpoetik, die, ebenfalls Aristoteles für sich in Anspruch nehmend, neben dem Mitleid die Furcht als wesentliche Wirkung betont. Lessing erklärt, man habe Aristoteles falsch verstanden, der „phobos“ des Aristoteles, der von den bisherigen Dramentheoretikern „Schrecken“ genannt werde, müsse in Wahrheit als mitfühlende Angst, das, was auf der Bühne geschieht, könne auch einem selbst widerfahren, interpretiert werden. Damit sei der Begriff der Furcht untrennbar mit dem des Mitleid(en)s (eleos) verbunden.
Somit werden diese Vorstellungen zum Kern dessen, was man als die aufklärerische Katharsis-Lehre des Dramas bezeichnet: Durch das Mitfühlen solle im Zuschauer eine Wandlung vor sich gehen, die ihn tugendhafter mache. Daher ergibt sich für ihn die Notwendigkeit, dass die Helden der Dramen „von gleichem Schrot und Korne“ (75. Stück) wie der Zuschauer sein sollten. Dies gelte gerade auch bei der Darstellung von Monarchen: „Wenn wir mit Königen Mitleiden haben, so haben wir es mit ihnen als mit Menschen, und nicht als mit Königen“ (14. Stück) – eine durchaus revolutionäre Vorstellung in der damaligen Zeit.
Aristoteles diene ihm im Übrigen nicht deswegen als Vorbild, weil er ein hohes Ansehen genieße, sondern weil sein Theoriengebäude vernünftig sei; eine Haltung, die dem Zeitalter der Aufklärung entspricht. Entscheidend ist nach Lessing die Einheitlichkeit, Natürlichkeit und Wahrscheinlichkeit der Handlung. Verwickelte Episoden und romanhafte Wendungen, wie sie das Barocktheater kannte, lehnte er daher ab.
Lessings Neuinterpretation der aristotelischen Dramentheorie bewirkte einen merklichen, heutzutage schon als polarisierend zu beschreibenden, Wandel bei der Konzeption von Bühnenstücken. An die Stelle opulenter Schauspiele mit noblen Figuren und grellen Charakterrollen traten zunehmend bürgerliche Stücke, in denen sich der Zuschauer leichter wiederfinden konnte; das bürgerliche Drama löste das barocke Drama ab.
Zur Auseinandersetzung mit seinem Verleger Engelhard Benjamin Schwickert und die dadurch bedingten Änderungen der zweiten Auflage siehe dort.

## Ausgaben
- Gotthold Ephraim Lessing: Hamburgische Dramaturgie. Bd. 1. Cramer, Hamburg und Bremen 1767. (Digitalisat und Volltext im Deutschen Textarchiv)
- Gotthold Ephraim Lessing: Hamburgische Dramaturgie. Bd. 2. Cramer, Hamburg und Bremen 1769. (Digitalisat und Volltext im Deutschen Textarchiv)